# Skagafjörður (Gemeinde)

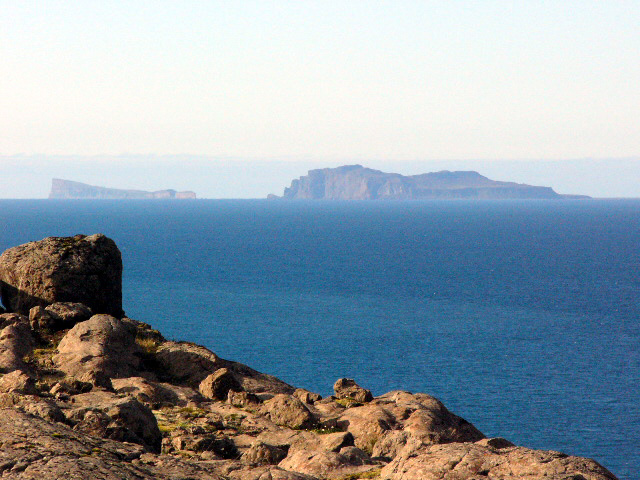
Der Fjord Skagafjörður mit den Inseln Drangey und Málmey

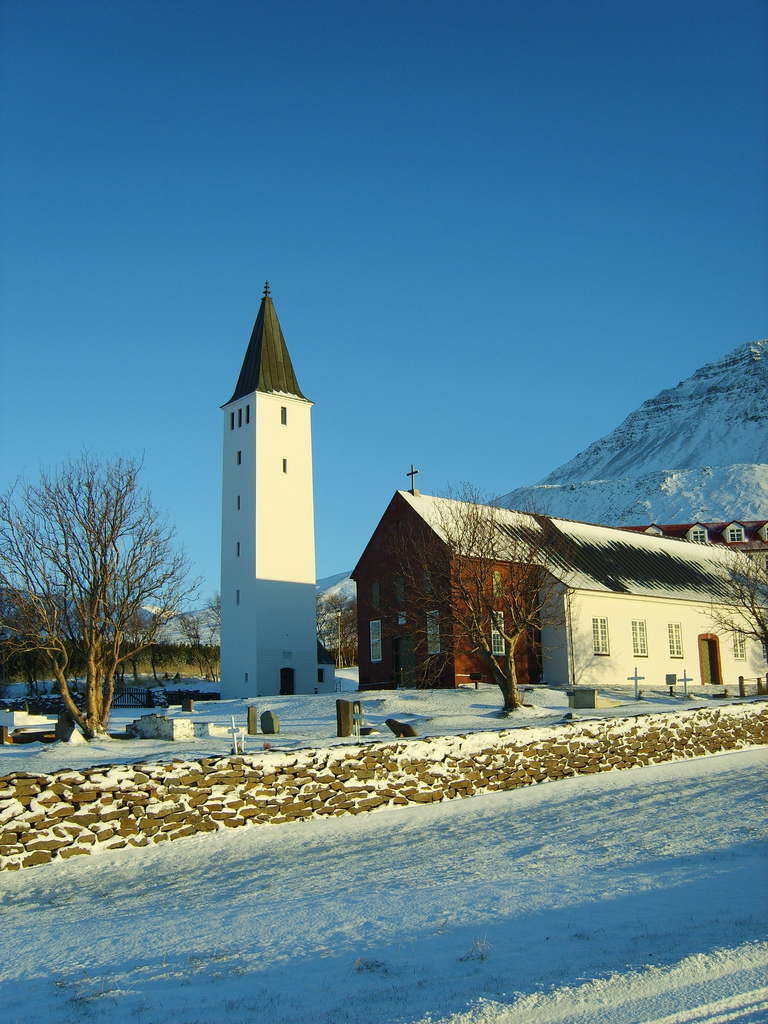
Domkirche zu Hólar

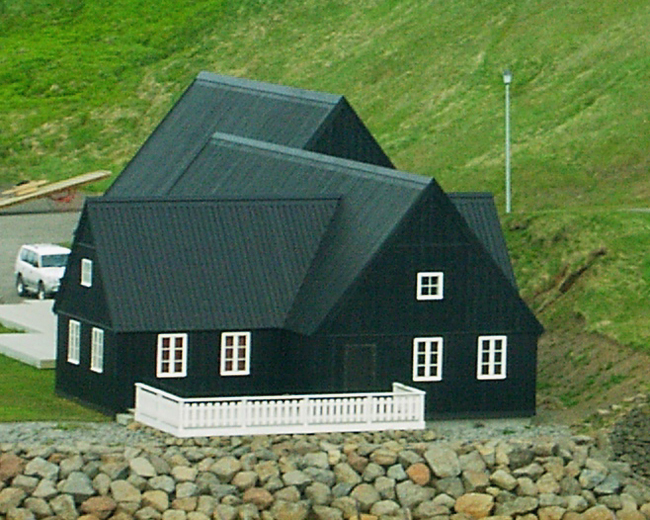
Das Pakkhúsið in Hofsós

Die Gemeinde Skagafjörður (isl. Sveitarfélagið Skagafjörður) ist eine Gemeinde im Norden Islands in der Region Norðurland vestra. Am 1. Januar 2023 hatte die Gemeinde 4306 Einwohner. Die größten Siedlungen sind Sauðárkrókur mit 2612 Einwohnern, Hofsós mit 160 Einwohnern, Varmahlíð mit 141 Einwohnern und der Bischofssitz Hólar mit 106 Einwohnern.

## Geografie
Die Gemeinde liegt am gleichnamigen Fjord. Im Gebiet befindet sich der erloschene Zentralvulkan Tinná.
Nördlich von Hofsós liegt der etwa 10 km² große See Höfðavatn.
Der Fluss Héraðsvötn fließt in den Skagafjörður; er fließt östlich an Varmahlíð und den Ort Sauðárkrókur (mit dem Miklavatn) vorbei.
Im Süden reicht das Gemeindegebiet bis zum Hofsjökull.

## Geschichte
Die Gegend des Skagafjörður ist seit der Landnahme bewohnt. Eine besondere Rolle spielte der Skagafjörður während der Zeit der Sturlungar im 12. und 13. Jahrhundert. Vor allem während des Bürgerkrieges im 13. Jahrhundert fanden hier einige entscheidende Schlachten statt wie etwa Flugumýrarbrenna.
Die Gemeinde wurde am 6. Juni 1998 durch den Zusammenschluss der Stadt Sauðárkrókur (Sauðárkrókskaupstaður) mit zehn Landgemeinden gebildet:
- Landgemeinde Skefilsstaðahreppur
- Landgemeinde Skarðshreppur
- Landgemeinde Staðarhreppur
- Landgemeinde Seyluhreppur
- Landgemeinde Lýtingsstaðahreppur
- Landgemeinde Ríp (Rípurhreppur)
- Landgemeinde Viðvík (Viðvíkurhreppur)
- Landgemeinde Hólar (Hólahreppur)
- Landgemeinde Hof (Hofshreppur) mit den am 10. Juni 1990 eingemeindeten Landgemeinden Hofsós (Hofsóshreppur) und Fell (Fellshreppur)
- Landgemeinde Fljót (Fljótahreppur), gebildet am 1. April 1988 aus den Landgemeinden Haganes (Haganeshreppur) und Holt (Holtshreppur)

## Wirtschaft
Eine große Rolle spielt der Tourismus, etwa mit dem Freilichtmuseum von Glaumbær.
Berühmt ist die Gegend für ihre Pferdezucht. Viele traditionsreiche und bedeutende Gestüte findet man in der Gegend wie etwa Flugumýri, Ytra-Skörðugil, Vatnsleysa, Miðsitja, Syðra-Skörðugil und Hjaltastaðir. Außerdem wird die landesweite jährliche Pferdeveranstaltung Landsmót oft am Hang Vindheimamelar bei Varmahlíð abgehalten.

## Ortschaften im Skagafjörður

### Sauðárkrókur
Die Stadt Sauðárkrókur ist die größte Siedlung der Großgemeinde Skagafjörður und die größte Stadt Nordwestislands.

### Hólar
Hólar war von 1106 bis 1801 als zweiter, von Jón Ögmundsson gegründeter Bischofssitz neben Skálholt ein bedeutender Ort in Island.
Dort lebte und wirkte z. B. im 16. Jahrhundert der Bischof Jón Arason, berühmt geworden als letzter katholischer Bischof Islands, der der Reformation erbitterten Widerstand leistete und schließlich 1550 in Skálholt von seinen Widersachern enthauptet wurde.
Heute gibt es hier eine Fachhochschule für Pferde- und Fischzucht sowie für Tourismus.

### Hofsós und Gröf
Hofsós ist ein Dorf an der Ostseite des Skagafjörður, in dem sich mit dem Pakkhúsið eines der ältesten Häuser im Land befindet. Dort ist ein Museum zur Geschichte der Auswanderung von Isländern nach Kanada und in die Vereinigten Staaten. Im Hof Gröf befindet sich eine Torfkirche.

### Víðimýri
Víðimýri ist ein Bauernhof mit einer Torfkirche, der Víðimýrarkirkja.

### Varmahlíð
Varmahlíð ist ein Ort und Verkehrsknotenpunkt an der Ringstraße (Hringvegur) in einem Thermalgebiet.

### Reynistaður
Der geschichtsträchtige Hof Reynistaður, der stets über eine eigene Kirche verfügte, liegt 10 km südlich von Sauðárkrókur und hieß ursprünglich "Staður á Reynisnesi". Eines der ursprünglichen Gebäude, von denen die meisten 1935 abgerissen wurden, steht noch. Von 1295 bis 1552 bestand neben dem Hof ein Nonnenkloster, das nach der Einführung der Reformation abgerissen wurde. Die jetzige Kirche,  Reynistaðarkirkja, des Hofes wurde 1868–1870 aus Holz erbaut und 1950 um einen Vorbau erweitert. Bemerkenswert ist, dass sich die Kanzel über dem Altar befindet – nur in fünf weiteren Kirchen Islands ist dies der Fall.

### Viðvík
Die Holzkirche Viðvíkurkirkja auf dem Hof Viðvík unweit westlich von Hólar wurde 1886 erbaut, und der Turm wurde 1993 hinzugefügt. In der Kirche befindet sich ein in Deutschland geschaffenes Gemälde von 1722 mit einer Darstellung des Letzten Abendmahles. Ein anderes Gemälde von 1938 zeigt Christi Auferstehung.

### Ríp
Die Steinkirche Rípurkirkja auf dem Hof Ríp wurde 1924 erbaut. Über ihrem Altar sind zwei Gemälde, von denen eines von 1777 ist und das andere die Taufe Jesu zeigt, und das Taufbecken ist aus hellem Birkenholz.

### Hvammur
Im Nordwesten der Gemeinde steht auf dem Hof Hvammur im Tal Laxardal die 1892 erbaute Holzkirche Hvammskirkja, deren Dachreiter von 1935 im Jahre 1993 erneuert wurde. Die Kirche steht auf einem steinernen Sockel und misst 7,67 m in der Länge sowie 5,66 m in der Breite und hat rund 80 Sitzplätze.

### Barð
Im Nordosten der Gemeinde liegt der Hof Barð mit der 1880 erbauten und 1919 um einen Vorbau erweiterten Barðskirkja.

### Knappsstaðir
An der Landstraße Nr. 82 liegt im Nordosten der Gemeinde der seit 1974 verlassene Hof Knappsstaðir, dessen Kirche  Knappsstaðakirkja aus Holz auf einem Steinsockel 1840 erbaut wurde, nachdem der Vorgängerbau 1838 bei einem Erdbeben zerstört worden war. Sie gilt als die älteste Holzkirche Islands. Die Kanzel ist von 1704.

### Borg
Etwa 3 km von Sauðárkrokur entfernt steht auf dem Hof Borg die 1853 erbaute Holzkirche Sjávarborgarkirkja, die 8,1 m lang, 3,8 m breit und bis zu 1,9 m hoch ist. Sie ist seit 1972 in der Obhut des Nationalmuseums in Reykjavík und wurde 1980 renoviert.

## Einwohnerentwicklung
Wie in inzwischen nur noch wenigen Gebieten Islands außer dem Südwesten rund um die Hauptstadt Reykjavík ist in Skagafjörður die Bevölkerungsentwicklung rückläufig (1997 bis 2005: −5,7 %).
| Datum         | Einwohner                 |
| ------------- | ------------------------- |
| 1. Dez. 1997: | 4.325 (Gebietsstand 1998) |
| 1. Dez. 2003: | 4.178                     |
| 1. Dez. 2004: | 4.141                     |
| 1. Dez. 2005: | 4.110                     |
| 1. Dez. 2006: | 4.078                     |
| 1. Dez. 2007: | 4.027                     |
| 1. Dez. 2008: | 4.077                     |

## Persönlichkeiten

### Söhne und Töchter der Gemeinde
- Konráð Gíslason (* 3. Juli 1808 bei Skagafjörður; † 4. Januar 1891 in Kopenhagen), Sprachforscher
- Gudrún frá Lundi (* 3. Juni 1887 im Hof Lundi í Stíflu im Dorf Fljótum; † 22. August 1975), Dichterin

## Städtepartnerschaften
- Espoo, Finnland
- Køge, Dänemark
- Kristianstad, Schweden
- Kongsberg, Norwegen